# Sławka Wielka
Sławka Wielka [ˈswafka ˈvʲɛlka] (deutsch Groß Schläfken) ist eine Ortschaft in der Gmina Kozłowo (Landgemeinde Groß Koslau, 1938 bis 1945 Großkosel) in Polen und gehört dem Powiat Nidzicki (Kreis Neidenburg), Woiwodschaft Ermland-Masuren an.

## Geographische Lage
Sławka Wielka liegt am einstigen Schläfken-Fließ im Südwesten der Woiwodschaft Ermland-Masuren, zwölf Kilometer westlich der Kreisstadt Nidzica (deutsch Neidenburg).

## Geschichte

### Ortsgeschichte
Die Gründung des vor 1785 Groß Schlaffky genannten Kirchdorfs mit großem Gut erfolgte 1328. Hier gab es bereits in vorreformatorischer Zeit eine Kirche. Am 28. Mai 1874 wurde Groß Schläfken Amtsdorf und damit namensgebend für einen Amtsbezirk, der bis 1945 bestand und zum Kreis Neidenburg im Regierungsbezirk Königsberg (ab 1905: Regierungsbezirk Allenstein) in der preußischen Provinz Ostpreußen gehörte. Am 1. Dezember 1910 zählte Groß Schläfken insgesamt 317 Einwohner, von denen 152 in der Landgemeinde und 165 im Gutsbezirk gemeldet waren.
Aufgrund der Bestimmungen des Versailler Vertrags stimmte die Bevölkerung im Abstimmungsgebiet Allenstein, zu dem Groß Schläfken gehörte, am 11. Juli 1920 über die weitere staatliche Zugehörigkeit zu Ostpreußen (und damit zu Deutschland) oder den Anschluss an Polen ab. In Groß Schläfken (Dorf und Gut) stimmten 186 Einwohner für den Verbleib bei Ostpreußen, auf Polen entfielen keine Stimmen.
Am 30. September 1928 schlossen sich die Landgemeinde und der Gutgsbezirk Groß Schläfken zur neuen Landgemeinde Groß Schläfken zusammen. Die Einwohnerzahl belief sich 1933 auf 346 und 1939 auf 320.
Im Januar 1945 wurde das Dorf von sowjetischen Truppen erobert, und in Kriegsfolge wurde das gesamte südliche Ostpreußen an Polen überstellt. Groß Schläfken erhielt die polnische Namensform „Sławka Wielka“ und ist heute mit dem Sitz eines Schulzenamts (polnisch Sołectwo) eine Ortschaft im Verbund der Gmina Kozłowo (Landgemeinde Groß Koslau, 1938 bis 1945 Großkosel) im Powiat Nidzicki (Kreis Neidenburg), bis 1998 der Woiwodschaft Olsztyn, seither der Woiwodschaft Ermland-Masuren zugehörig.

### Amtsbezirk Groß Schläfken (1874–1945)
Zum Amtsbezirk Groß Schläfken gehörten bei seiner Errichtung 14 Dörfer, am Ende waren es noch zehn:
| Deutscher Name                | Geänderter Name 1938 bis 1945 | Polnischer Name | Anmerkungen                                                    |
| ----------------------------- | ----------------------------- | --------------- | -------------------------------------------------------------- |
| Adlig Kamiontken              | (ab 1932:) Steintal           | Kamionki        |                                                                |
| Dziurdziau                    | (ab 1877:) Thalheim           | Dziurdziewo     |                                                                |
| Groß Schläfken (Dorf)         |                               | Sławka Wielka   |                                                                |
| Groß Schläfken (Gut)          |                               |                 | 1928 in die Landgemeinde Groß Schläfken eingegliedert          |
| Klein Schläfken (Dorf)        |                               | Sławka Mała     |                                                                |
| Klein Schläfken (Gut)         |                               |                 | 1928 in die Landgemeinde Klein Schläfken eingegliedert         |
| Lissaken                      | Talhöfen                      | Łysakowo        |                                                                |
| Roggenhausen (Dorf)           |                               | Rogóż           |                                                                |
| Roggenhausen (Gut)            | (ab 1898:) Waltershausen      | Rogóżek         |                                                                |
| Sontopp                       | Santop                        | Sątop           |                                                                |
| Taubendorf (Dorf)             |                               |                 | 1893 in den Gutsbezirk Taubendorf eingegliedert                |
| Taubendorf (Gut)              |                               |                 | 1928 in die Landgemeinde Wiersbau bei Neidenburg eingegliedert |
| Wiersbau b. Neidenburg (Dorf) | (ab 1928:) Taubendorf         | Gołębiewo       |                                                                |
| Wiersbau b. Neidenburg (Gut)  | (ab 1898:) Wiesenfeld         | Wierzbowo       |                                                                |

Am 1. Januar 1945 bildeten noch die Dörfer Groß Schläfken, Klein Schläfken, Roggenhausen, Santop, Steintal, Talhöfen, Taubendorf, Thalheim, Waltershausen und Wiesenfeld den Amtsbezirk Groß Schläfken.

## Kirche

### Kirchengebäude

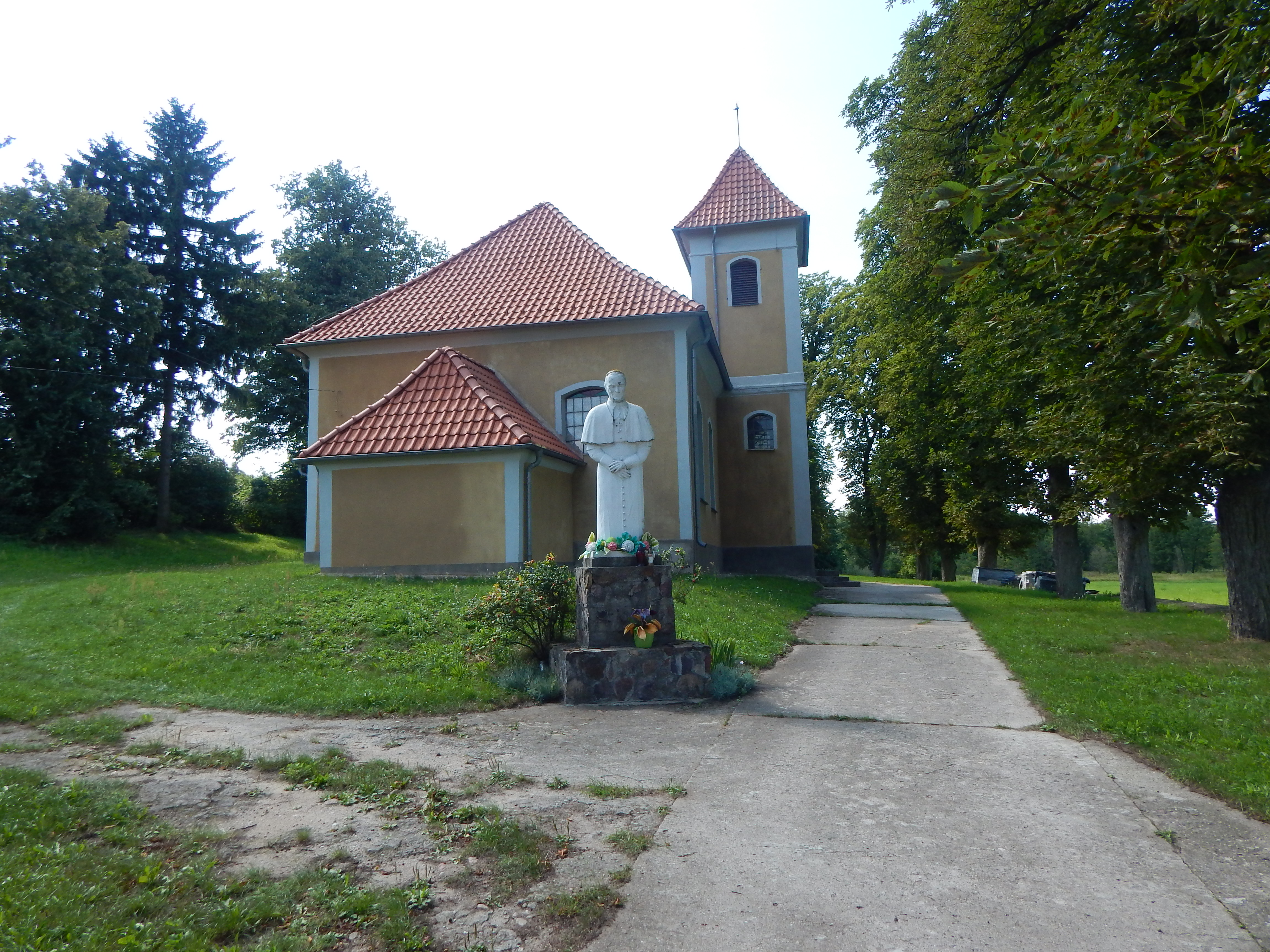
Kirche Sławka Wielka/Groß Schläfken (2018)

Groß Schläfken ist ein altes Kirchdorf. Wann hier die erste Kirche gebaut wurde, ist nicht belegt, auch nicht, ob es Nachfolgebauten gegeben hat. Die heutige Kirche stammt aus dem Jahre 1752. Sie wurde als Ziegelbau errichtet, wobei der Turm später an der nördlichen Längsseite angebaut wurde. Altar und Kanzel aus der Erbauungszeit bilden ein Ganzes. Eine Orgel erhielt das Gotteshaus im Jahre 1846. Eine Glocke aus dem Jahre 1697 trug den Namen des Patrons von Finckenstein.
Bis 1945 war die Kirche ein evangelisches Gotteshaus, heute ist sie Eigentum der römisch-katholischen Kirche, die ihren Namen Johannes dem Täufer gewidmet hat.

### Kirchengemeinde

#### Evangelisch

##### Kirchengeschichte
Bis 1945 war Groß Schläfken ein evangelisches Kirchspiel. Bereits in der ersten Hälfte des 16. Jahrhunderts amtierten hier lutherische Geistliche. Bis 1725 war es dann eine Filialgemeinde der Kirche in Skottau (polnisch Szkotowo), wurde dann mit der Kirche Klein Koslau (polnisch: Kozłówko) kombiniert: unter Bewahrung der Eigenständigkeit "teilten" sich die Kirchen einen Pfarrer, der seinen Amtssitz in Klein Koslau (1938 bis 1945 Kleinkosel (Ostpr.)) hatte. Das Kirchenpatronat war adelig, später oblag es den staatlichen Behörden. Von 1910 bis 1919 gehörte Groß Schläfken zum Kirchenkreis Soldau, danach wie auch schon früher zum Kirchenkreis Neidenburg in der Kirchenprovinz Ostpreußen der Kirche der Altpreußischen Union. Im Jahre 1925 zählte das Kirchspiel 1325 Gemeindeglieder.
Der Krieg mit Flucht und Vertreibung setzten der Gemeinde ein Ende. Heute orientieren sich die evangelischen Einwohner von Sława Wielka zur Heilig-Kreuz-Kirche Nidzica in der Diözese Masuren der Evangelisch-Augsburgischen Kirche in Polen.

##### Kirchspielorte
Zum Kirchspiel Groß Schläfken gehörten:
| Deutscher Name    | Polnischer Name |  | Deutscher Name  | Polnischer Name |
| ----------------- | --------------- |  | --------------- | --------------- |
| Albinshof         | Łączki          |  | * Lissaken      | Łysakowo        |
| * Groß Schläfken  | Sławka Wielka   |  | Roggenhausen    | Rogóż           |
| * Klein Schläfken | Sławka Mała     |  | * Waltershausen | Rogóżek         |

##### Pfarrer
Aus der Zeit vor 1725 sind als in Groß Schläfken amtierende evangelische Geistliche bekannt die Pfarrer:
- NN., 1560
- Heinrich Fabricius, 1586
- Stanislaus Boginski, 1593
- Johann Finis, 1602–1610
- Julian Poniatowski, 1614/1616.

#### Römisch-katholisch
Vor 1945 waren die römisch-katholischen Einwohner in Groß Schläfken in die Pfarrei in Thurau (polnisch Turowo) eingegliedert. Nach 1945 siedelten sich hier zahlreiche und meist katholische Neubürger an, die bald die bisher evangelische Dorfkirche für sich reklamierten. Heute ist die Johannes dem Täufer gewidmete und mehrfach renovierte Kirche eine Filialkirche der Pfarrei in Rozdroże (Karlshöhe) im Dekanat Kozłowo im Erzbistum Ermland.

## Verkehr
Sławka Wielka liegt an einer Nebenstraße, die Zakrzewo (Groß Sakrau) und Kozłowo (Groß Koslau, 1938 bis 1945 Großkosel), Ortsstelle Kozłówko (Klein Koslau, 1938 bis 1945 Kleinkosel (Ostpr.)) mit Rogóż (Roggenhausen) und Szkotowo (Skottau) verbindet. Eine Nebenstraße von Sławka Mała (Klein Schläfken) nach Wierzbowo (Wiesenfeld) führt mitten durch das Dorf. Eine Anbindung an den Bahnverkehr besteht nicht.